# Karin Jiroflée
Karin Jiroflée, née le 19 mai 1962 à Louvain est une femme politique belge flamande, membre de Vooruit.
Elle est licenciée en sciences pédagogiques et agrégée de l’enseignement secondaire supérieur ; ancienne chargée de cours.

## Décoration
- Officier de l'ordre de Léopold (2024)[1]

## Fonctions politiques
- Députée fédérale :
  - du 18 mai 2003 au 1er décembre 2006.
  - depuis le 24 mai 2014
- Conseillère communale de Louvain.
- Ancienne échevine de Louvain.
- Ancienne conseillère provinciale (province du Brabant flamand).